# Cunnilingus

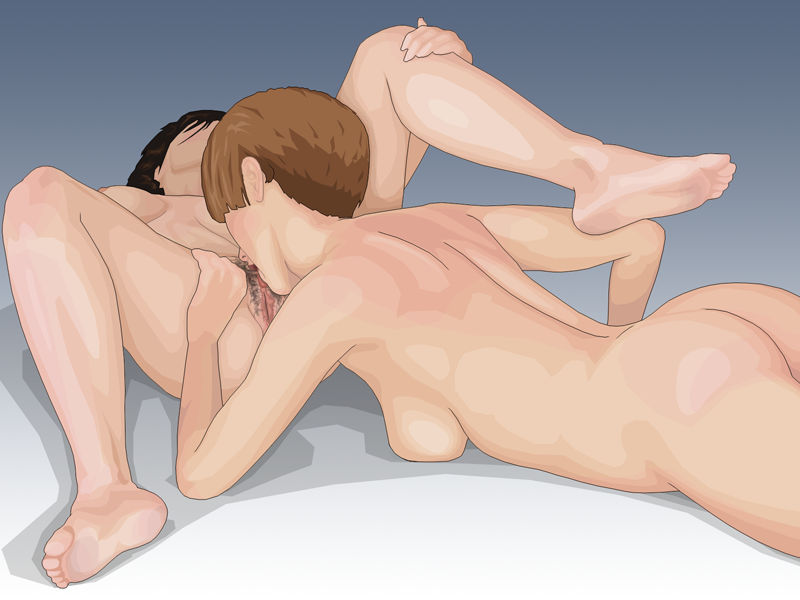
Kvinna som utövar cunnilingus på en annan kvinna.

Cunnilingus, (av lat. cunnus "vulva" och lingo "tunga") är en sexuell aktivitet där en kvinnans könsorgan stimuleras med munnen av en annan person. Det kan ske genom kyssar, eller att den givande partnern suger eller slickar kvinnans klitorisollon (avslickning). Vissa kvinnor kan ibland ha svårt att få orgasm under ett vaginalt samlag och cunnilingus kan vara ett tillvägagångssätt sätt för en kvinna att tillsammans med en partner uppnå orgasm.

## Utövning

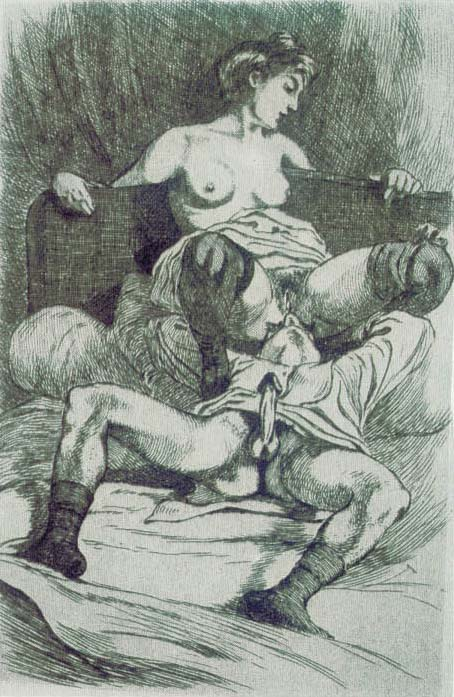
Illustration av en cunnilingus akt, Martin van Maele (1863-1926).

Undersökningar visar att cirka 75 % av kvinnorna behöver direkt klitorisstimuli för att nå orgasm. En person som ger cunnilingus på någon nämns vanligen som den givande partnern, och den som blir slickad som den mottagande partnern. Under akten, kan den givande personer använda sina fingrar för att öppna labia majora (blygdläpparna) för att möjliggöra bättre stimulation av klitoris, eller så kan kvinnan göra det för partnern på egen hand. Att separera benen tillräckligt brett möjliggör oftast att vulvan separeras tillräckligt för att partnern oralt ska nå klitoris. 
Cunnilingus kan ske på flera olika sätt. Det vanligaste är att kvinnan ligger på rygg, på exempelvis en säng eller ett bord, med benen isär. Partnern placerar då sin mun över kvinnans könsorgan underifrån. Denna position upplevs vanligtvis avslappnade för kvinnan och möjliggör för kvinnan att hålla om partners huvud med sina händer och på så vis styra den givande personens orala stimulans av henne. 
En annan variant av detta är att den givande partnern står på knä och kvinnan står upp framför partnern, helst lutad mot en vägg som stöd för ryggen med den givande personens mun vänd mot kvinnans könsorgan. För att stimulera än mer kan partnern samtidigt använda sina fingrar.